# Scopula crenatilinea
Scopula crenatilinea là một loài bướm đêm trong họ Geometridae.